# Mi camino es amarte
Mi camino es amarte ist eine mexikanische Telenovela, produziert von Nicandro Díaz González für TelevisaUnivision, mit Susana González, Gabriel Soto, Mark Tacher und Ximena Herrera in den Hauptrollen. Es basiert auf der chilenischen Telenovela El Camionero aus dem Jahr 2016 von Luis López Aliaga. Die Telenovela wurde vom 7. November 2022 bis 12. März 2023 auf dem Fernsehsender Las Estrellas ausgestrahlt.

## Handlung
Guillermo Santos Pérez verdient seinen Lebensunterhalt mit dem Fahren seines Wohnwagens. Er liebt nicht nur seine Familie, sondern möchte auch mit Úrsula, einer Frau mit dunkler Vergangenheit, der er gerade einen Heiratsantrag gemacht hat, ein Zuhause gründen. Als seine Lebenspläne Gestalt annehmen, gesteht ihm Olivia, seine Ex-Freundin, die dem Tod nahe ist, dass sie eine Tochter haben, und bittet ihn, sie im Haus von Daniela Gallardo und Fausto Beltrán, Isabellas Adoptiveltern, zu suchen. Memo geht zum Haus der Familie Beltrán, um seine Tochter kennenzulernen, wo er für Danielas neuen Assistenten gehalten wird.
Daniela ist eine erfolgreiche Landschaftsarchitektin, die sich ihren Traum, ein Kind zu tragen, nicht erfüllen konnte. Memo beschließt, mit Daniela zusammenzuarbeiten, um Isabella nahe zu sein, während er mit einem DNA-Test bestätigt, dass er ihr Vater ist. Dank des täglichen Zusammenlebens wird Memo Danielas Vertrauter und so entdeckt er die Einsamkeit, die sie in ihrer Ehe erlebt, und dass Isabella ihr einziger Lebenssinn ist. Daniela und Memo verlieben sich, beschließen jedoch, ihre Gefühle für sich zu behalten, um ihre Verpflichtungen gegenüber ihren Partnern zu respektieren.

## Besetzung
| Schauspieler             | Rolle                               |
| ------------------------ | ----------------------------------- |
| Susana González          | Daniela Gallardo                    |
| Gabriel Soto             | Guillermo „Memo“ Santos Pérez       |
| Mark Tacher              | Fausto Beltrán                      |
| Ximena Herrera           | Karen Zambrano                      |
| Sara Corrales            | Úrsula Hernández                    |
| Mónika Sánchez           | Amparo Santos Pérez                 |
| Sergio Reynoso           | Humberto Santos                     |
| Leonardo Daniel          | Eugenio Zambrano                    |
| Fabián Robles            | Aarón Peláez                        |
| Alfredo Gatica           | César Ramírez                       |
| Camille Mina             | Isabella Beltrán Gallardo           |
| André Sebastián González | José María „Chema“ Hernández Santos |
| Ara Saldívar             | Jesusa „Chuchita“ Galván            |
| Julián Figueroa          | Leonardo Santos Pérez               |
| María Prado              | Nélida                              |
| Araceli Adame            | Berenice García                     |
| Karla Esquivel           | Gabriela „Gaby“ Hernández           |
| Rodrigo Brand            | Juan Pablo „Juanpa“ Gallardo        |
| Diana Haro               | Guadalupe „Lupita“ Hernández        |
| Carlos Said              | Sebastián Zambrano                  |
| Alberto Estrella         | Macario Hernández                   |